# فرودگاه رونیمی
فرودگاه رونیمی (به انگلیسی: Rovaniemi Airport) (به زبان بومی: Rovaniemen lentoasema) یک فرودگاه همگانی و نظامی مسافربری با کد یاتا RVN است که یک باند فرود آسفالت دارد و طول باند آن ۳۰۰۲ متر است. این فرودگاه در کشور فنلاند قرار دارد و در ارتفاع ۱۹۶ متری از سطح دریا واقع شده است.

## شرکت‌های هواپیمایی و مقصدهای پروازی
| شرکت‌های هواپیمایی                            | مقصدهای پروازی                                                                                       |
| -------------------------------------------- | --- |
| ایر لینگاس                                   | چارتر فصلی: کرک, دوبلین                                                                              |
| فن‌ایر                                        | هلسینکی                                                                                              |
| نروجین ایر شاتل                              | هلسینکی فصلی: گاتویک                                                                                 |
| سان دور اینترنشنال ایرلاینز اجرا توسط ال عال | فصلی: بن گوریون                                                                                      |
| Thomas Cook Airlines                         | فصلی: بلفاست، بیرمنگام، منچستر، گاتویک، ایست میدلند، نیوکاسل، گلاسگو                                 |
| Thomson Airways                              | چارتر فصلی: بلفاست، بیرمنگام، کاردیف، دونکاستر شفیلد رابین‌هود، ایست میدلند، ادینبرو، منچستر، نیوکاسل |